# Schmölz (Wallenfels)
Schmölz ist ein Gemeindeteil der Stadt Wallenfels im Landkreis Kronach (Oberfranken, Bayern).

## Geographie
Die Einöde liegt im tief eingeschnittenen Tal des Köstenbachs und ist allseits von Wald umgeben. Die Kreisstraße KC 20/KU 25 führt entlang des Baches nach Schmölz (0,3 km südwestlich) bzw. zur Bundesstraße 173 bei Neumühle (2 km nordwestlich).

## Geschichte
Der Ort wurde in der ersten Hälfte des 19. Jahrhunderts auf dem Gemeindegebiet von Wallenfels gegründet. Sie gehörte zum Haus Nr. 164 von Wallenfels. 1877 wurde der Ort erstmals Schmölz genannt und als Gemeindeteil aufgelistet.

### Einwohnerentwicklung
| Jahr      | 001871 | 001885 | 001900 | 001925 | 001950 | 001961 | 001970 | 001987 |
| Einwohner | 15     | 8      | 6      | 9      | 7      | 4      | 7      | 4      |
| Häuser    |        | 1      | 1      | 1      | 1      | 1      |        | 1      |
| Quelle    | [ 6 ]  | [ 8 ]  | [ 9 ]  | [ 10 ] | [ 11 ] | [ 12 ] | [ 13 ] | [ 1 ]  |

## Religion
Die Katholiken waren nach St. Thomas (Wallenfels) gepfarrt, die Protestanten nach St. Michael (Bernstein am Wald).